# プイィ＝シュル＝ロワール
プイィ＝シュル＝ロワール (Pouilly-sur-Loire) は、ブルゴーニュ＝フランシュ＝コンテ地域圏ニエーヴル県の南西端にある人口1700人あまりの村である。

## 地理
県の南西端、ロワール川の右岸に位置し、同じようにワインの生産地として知られるサンセール村とロワール川を挟んで相対している。個性的な白ワインとして名高いプイィ・フュメなどを生産する村である。

## ワイン
ワインには次の二つのAOCがあり、どちらも1937年に制定されている。この地区は、行政上はブルゴーニュ地域圏に含まれているが、ワイン産地としてはロワールワインに分類される。

### プイィ・フュメ (Pouilly-Fumé)
プイィ・シュル・ロワールをはじめとする7つの村で生産される白ワイン。フュメとは「煙でいぶした」という意味で、燻製のような、あるいは火打ち石を打ったようなと表現される独特のアロマを持っている。品種はソーヴィニョン・ブランだが、そのクローンのブラン・フュメあるいはフュメ・ブランと言われている。明るい黄緑色で、やや刺激性のある辛口である。

### プイィ・シュル・ロワール (Pouilly-sur-Loire)
同じ区域で造られる白ワイン。ソーヴィニョン・ブランのほかに、スイスやサヴォワ地方で使われ、生食にも使われるシャスラという白ぶどうを混醸して作られる。香味はプイィ・フュメよりだいぶ軽い。現在はあまり生産されておらず、日本ではほとんど見かけない。